# Jokin Etxabe
Etxabe  Leturia est un nom espagnol. Le premier nom de famille, en général paternel, est Etxabe ; le second, en général maternel, souvent omis, est Leturia.
Jokin Etxabe Leturia (né le 3 février 1994 à Bergara) est un coureur cycliste espagnol.

## Biographie
Entre 2013 et 2016, Jokin Etxabe court principalement au Pays basque chez les amateurs. Il intègre ensuite l'équipe continentale Aevolo en 2017,. Pour cette expérience américaine, il quitte sa région natale pour s'installer à Milwaukee, non loin de Chicago. Bon grimpeur, il se classe notamment onzième d'une étape de montagne du Tour de Beauce et vingtième du Tour of the Gila. Il n'est cependant pas renouvelé en fin d'année par ses dirigeants, qui souhaitent uniquement conserver des coureurs de moins de 23 ans.
En 2018, il est engagé par l'équipe continentale franco-japonaise Interpro Stradalli,. Sous ses nouvelles couleurs, il termine troisième du Tour d'Indonésie, puis  huitième du Tour du Maroc. Il redescend toutefois chez les amateurs au mois de juillet, avec pour objectif d'obtenir un contrat professionnel chez Euskadi Basque Country-Murias. Durant cet été, il obtient diverses places d'honneur, principalement dans le calendrier amateur basque. Mais il décide finalement de mettre un terme à sa carrière en fin de saison, faute de propositon convaincante.

## Palmarès
- 2016
  - 2e du Pentekostes Saria
  - 3e du San Gregorio Saria
  - 3e de l'Andra Mari Sari Nagusia
  - 3e de l'Oñati Proba
- 2018
  - 3e du Tour d'Indonésie